# Le Domino rouge
 (août 2025).
Le Domino rouge est un film muet français réalisé par Louis Feuillade, sorti en 1909.

## Distribution
- Henri Duval
- Maurice Vinot
- Alice Tissot
- Christiane Mandelys
- Renée Carl